# Sébastien Bosquet
Sébastien Bosquet (ur. 24 lutego 1979 w Dunkierce) – francuski piłkarz ręczny, reprezentacji Francji, gra jako rozgrywający. Obecnie występuje we francuskiej Division 1, w drużynie Dunkerque HB.
Dwukrotny mistrz Świata.
W 2009 roku w Chorwacji wywalczył mistrzostwo Świata. W finale ekipa Francji pokonała Chorwację 24:19.
W 2011 r. został drugi raz z rzędu mistrzem Świata. Turniej odbywał się w Szwecji.
Dwukrotny mistrz Europy z 2006 r. w Szwajcarii i z 2010 r. z Austrii. Podczas ME w 2010 r. Francuzi pokonali w wielkim finale Chorwację 25:21.	

## Sukcesy

### reprezentacyjne
- 2006:  mistrzostw Europy (Szwajcaria)
- 2009:  mistrzostw Świata (Chorwacja)
- 2010:  mistrzostw Europy (Austria)
- 2011:  mistrzostw Świata (Szwecja)

### klubowe
- 2004, 2005:  mistrzostw Francji
- 2005:  puchar Francji
- 2004, 2005:  puchar Ligi Francuskiej